# Gran riada de Valencia
Se conoce como la gran riada de Valencia a la inundación que tuvo lugar el 14 de octubre de 1957, en la cuenca del río Turia, a su paso por la ciudad de Valencia, España, y que causó al menos 81 muertos, además de cuantiosos daños materiales.
La gravedad de los daños que las inundaciones hicieron en la ciudad de Valencia motivó el desarrollo de varias obras hidráulicas de protección, incluyendo el Plan Sur que desvía el cauce del Turia alrededor de la ciudad inaugurado en 1961.  

## Antecedentes
Desde la época romana, la ciudad de Valencia ha sido testigo de numerosos desbordamientos del río Turia. A lo largo de los siglos, la ciudad ha experimentado una expansión y ha implementado diversas medidas para defenderse de las fuertes inundaciones.
En los registros de los años transcurridos desde 1321 –los “Llibres de Consell” anteriores desaparecieron en un incendio– hasta 1957, se han contabilizado 25 episodios de riadas en Valencia, en los años 1321, 1328, 1340, 1358, 1406, 1427, 1475, 1517, 1540, 1581, 1589, 1590, 1610, 1651, 1672, 1731, 1776, 1783, 1845, 1860, 1864, 1870, 1897, 1949 y finalmente 1957.

### SigloXVI
Durante los años 1589 y 1590, se produjeron inundaciones extremadamente severas que causaron daños irreparables:

A 21 de octubre dit any [1589], a les tres hores apres mig jorn per les grans plujes que avia fet dos dies arreu, vingué lo Riu de Guadalaviar tan gros que sen portá tot lo pont de la Mar, que era de fusta, y derrocá molta part del pont del Real, y un tros de la muralla, ço es, lo llens que hia desde el portal vell del Real fins a la torre del Temple (...)
Extracto de Memorias de la ciudad al año 1589
Fray Josef Teixidor

El 21 de octubre del citado año [1589], a las tres horas después del mediodía, debido a las fuertes lluvias que habían caído durante dos días en toda la zona, llegó el río Guadalaviar tan crecido que se llevó todo el puente de la Mar, que era de madera, y derribó gran parte del puente del Real, y un trozo de la muralla, es decir, el lienzo que había desde el portal viejo del Real hasta la torre del Templo (...)
Traducción al castellano

Posteriormente a este evento, se fundó la Fàbrica Nova del Riu, que amplió la ya existente Fàbrica de Murs e Valls, encargada del mantenimiento de los desagües y de la muralla. Esta institución mejorada tuvo como objetivo la construcción de los pretiles que, en la actualidad, alinean el cauce del río a su paso por la ciudad.
Además, se llevaron a cabo tres tipos de intervenciones en el lecho del río: el realineamiento de la corriente, el refuerzo de las orillas y el dragado del canal. Estas acciones buscaban rellenar y nivelar la parte interna de la obra, así como lograr un mejor drenaje del agua de las crecidas. A pesar de la finalización de estas obras, el problema no se resolvió completamente y la ciudad de Valencia continúa sufriendo inundaciones constantes.
La construcción de los pretiles no resolvió completamente el problema de las crecidas en el río Turia. Un análisis de las crónicas de las inundaciones ocurridas durante los siglos XVII, XVIII, XIX y XX revela que, a pesar de las obras realizadas, las crecidas continuaron afectando significativamente a la ciudad de Valencia.

### SigloXVII
Entre 1610 y 1628, el río Turia experimentó once crecidas que afectaron diversos arcos de puente sin que el agua sobrepasara las orillas. En este período ya se habían construido pretiles en ambas márgenes entre los puentes de San José y el mar. Sin embargo, en 1651, según Mares (1681), una crecida de gran magnitud rompió los paredones de calicanto, permitiendo que el agua ingresara por el portal del Cid (Temple). Esto formó una gran rambla conocida como la Rambla de los Predicadores, que transformó la plaza en un extenso lago. Además, se abrió otra brecha en la orilla izquierda, alcanzando el camino de Morvedre.
Manuel Carboneres relata que en 1676 el agua arrebató contra los contrafuertes del Pont Nou (actual Puente de San José), destruyendo los conventos de la Saïdia, San Pere Nolasco, Santa Mónica y San Julián, y erosionando tierras en Campanar. Para esta fecha, ya se había construido el pretil de la orilla de la ciudad entre Mislata y Valencia, pero el agua se desbordaba con mayor facilidad hacia la orilla izquierda, donde se encuentran Campanar y la Saïdia.
Durante los años 1680, 1689 y 1695, se registraron nuevas crecidas que demostraron la insuficiencia de los pretiles para contener el caudal del río.

### SigloXVIII
En 1731, con la obra de pretiles de la Fàbrica ya completada, una crecida el 16 de septiembre provocó que el agua ingresara con fuerza por los escorredores de la ciudad, elevando los pozos en cinco o seis palmos. Cerca de la torre de Santa Catalina, el río rompió la muralla que lo contenía, inundando la parte baja del convento de Corpus Christi. En la alquería de Barreters, las aguas arrasaron una plantación y una barraca, cubriendo sectores de arcilla, arena y piedras. Además, en la orilla izquierda, el río rompió la pared protectora del convento de la Saïdia y la defensa de la calle de Morvedre, inundando nuevamente la plaza de los Predicadores y destruyendo las viviendas adyacentes al convento del Remei.
En 1766 se registró otra inundación significativa. En 1776, las crónicas describen un evento extraordinario que derrumbó sesenta palmos del pretil cercano al puente San José y el contrafuerte frente a la Saïdia, construido para frenar la entrada de agua. Cavanilles mencionó esta inundación, refiriéndose a Campanar y calificando al río Turia como el peor enemigo de esta población. En 1783, la última avenida del siglo XVIII fue gravemente afectada, con inundaciones que perjudicaron la huerta, socavaron el muro de la Saïdia e inundaron el óvalo de la Alameda, además de afectar el área de Montolivet.

### SigloXIX
En el siglo XIX, las inundaciones continuaron afectando a Valencia en múltiples ocasiones: en los años 1800, 1845, 1855, 1857 y 1864. En 1870, el río se desbordó en diversos puntos, siendo las zonas más perjudicadas el Grau, Natzaret y el caserío de Montolivet. En 1876, se registró una nueva avenida. El 1 de noviembre de 1897, una gran inundación no llegó a irrumpir en el casco urbano de Valencia, pero sí inundó Campanar y, en la desembocadura del Turia, se depositó una barra arenosa que obstruyó la evacuación del agua. El agua inundó la población del Grau con cotas de agua de hasta un metro y medio en algunos puntos. Días después, una nueva inundación mencionó aguas rojizas que se extendieron por la orilla izquierda del río, antes de llegar al puente de San José, irrumpiendo también en el camino de Burjassot y alcanzando una cota de altura de agua de 3,5 metros en algunos edificios de la zona. Las áreas más afectadas incluyeron Campanar, el barrio de Marxalenes, el Pla de la Saïdia y la Alameda. En la margen derecha, se destacaron inundaciones en las calles de Na Jordana, Llíria, Blanquerías y la plaza de Tetuán, así como en las zonas próximas al mar, afectando Montolivet, el Grau, el Cabanyal y Natzaret.

## La Riada de Valencia de 1957

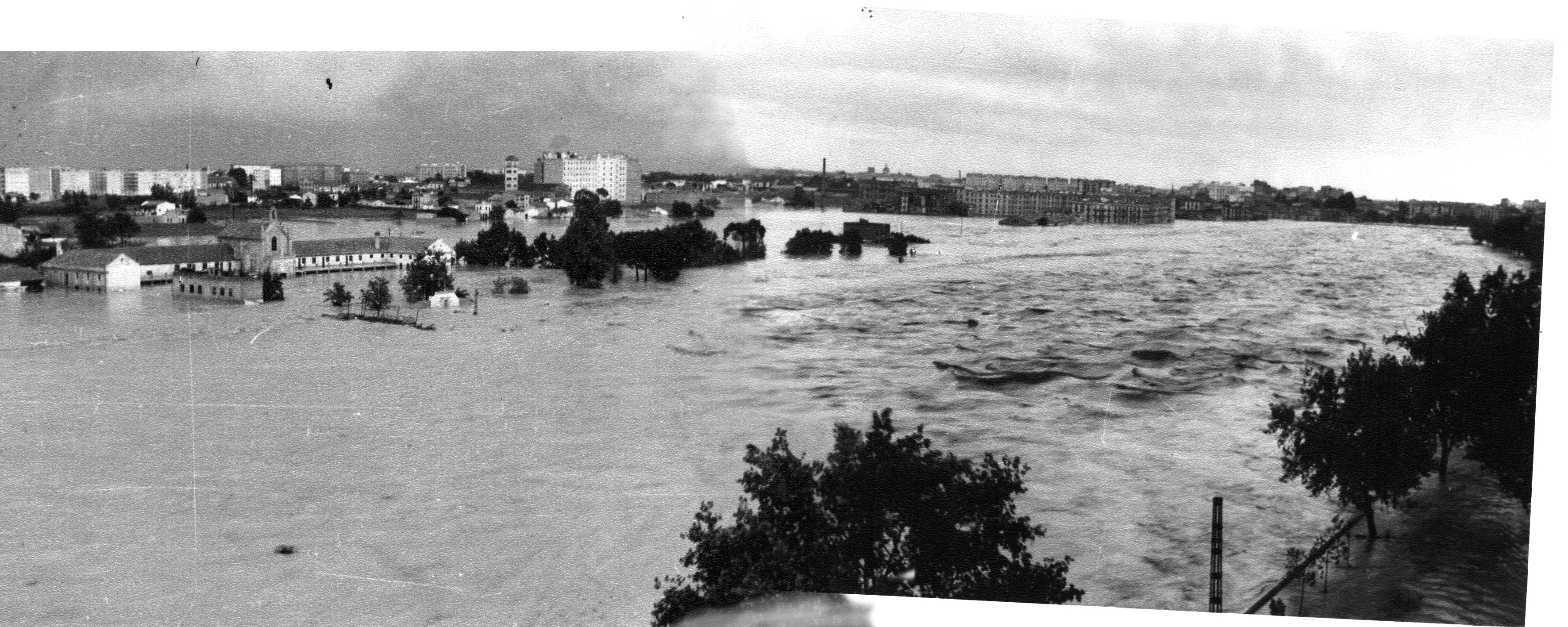
La riada el 15 de octubre de 1957, vista del Patronato, actualmente Nuevo Centro.

### Días previos
En los días previos a la inundación, la región mediterránea española se vio afectada por una perturbación atmosférica inusual. Una gota fría, fenómeno meteorológico caracterizado por una depresión aislada en niveles altos de la atmósfera, se estacionó sobre la zona, generando precipitaciones torrenciales. Desde el 11 de octubre, las lluvias comenzaron a intensificarse, registrándose acumulaciones extraordinarias que en algunos puntos superaron los 300 litros por metro cuadrado en menos de 24 horas.
El período de precipitaciones comenzó el día 11 y concluyó el día 14. Aunque las lluvias de los días 11 y 12 no fueron muy intensas, contribuyeron a aumentar la escorrentía al dejar el terreno prácticamente saturado. En la margen derecha del Turia, las precipitaciones se iniciaron a primera hora del día 13. El régimen tormentoso en la parte alta se produjo durante la tarde y noche de ese mismo día, mientras que en la zona cercana a la costa, este se manifestó durante la mañana y las primeras horas de la tarde del día 14. Esta intensidad disminuyó durante la mañana del día 14 en la cuenca media; sin embargo, entre las 8 y las 18 horas, el régimen tormentoso se reprodujo, afectando a la cuenca baja.
La cuenca hidrográfica del río Turia, ya saturada por las precipitaciones anteriores, no pudo absorber el volumen de agua. Los afluentes del Turia, como el río Chelva, así como otros ríos cercanos como el Magro, incrementaron su caudal de forma alarmante. La orografía de la región, con montañas que canalizan el agua hacia el valle, contribuyó a que el caudal del río aumentara de manera rápida e incontrolable.

### Desarrollo de la inundación
La madrugada del 14 de octubre, Valencia aún dormía cuando el río Turia comenzó a desbordarse en sus tramos más cercanos a la ciudad. La primera avenida alcanzó un caudal estimado de 2.700 m³/s. Aunque causó inundaciones en los barrios más próximos al cauce, la población no llegó a anticipar la gravedad de lo que estaba por suceder.
Hacia el mediodía, una segunda y más violenta crecida sorprendió a los habitantes. Esta vez, el caudal superó los 3.700 m³/s, cifra que triplicaba la capacidad máxima del cauce urbano. El agua irrumpió con fuerza en las calles, arrastrando vehículos, mobiliario urbano y escombros. Edificios enteros colapsaron o quedaron seriamente dañados. 
Aunque la Valencia romana (Plaza de la Reina, Plaza de la Virgen, etc.) permaneció intacta, el agua alcanzó alturas significativas en otras zonas de la ciudad. Estas oscilaron entre los 40 centímetros en la Avenida Reino de Valencia y más de 5 metros en la calle Doctor Olóriz, pasando por 2,25 metros en la Plaza de Tetuán y la calle Sagunto, 2,70 metros en Pintor Sorolla y 3,20 metros en los jardines del Parterre.
La falta de sistemas de alerta temprana y la limitada infraestructura de drenaje agravaron la situación. Las comunicaciones se interrumpieron, y muchas áreas quedaron incomunicadas. Las autoridades locales y los servicios de emergencia se vieron desbordados por la magnitud del desastre.

### Consecuencias

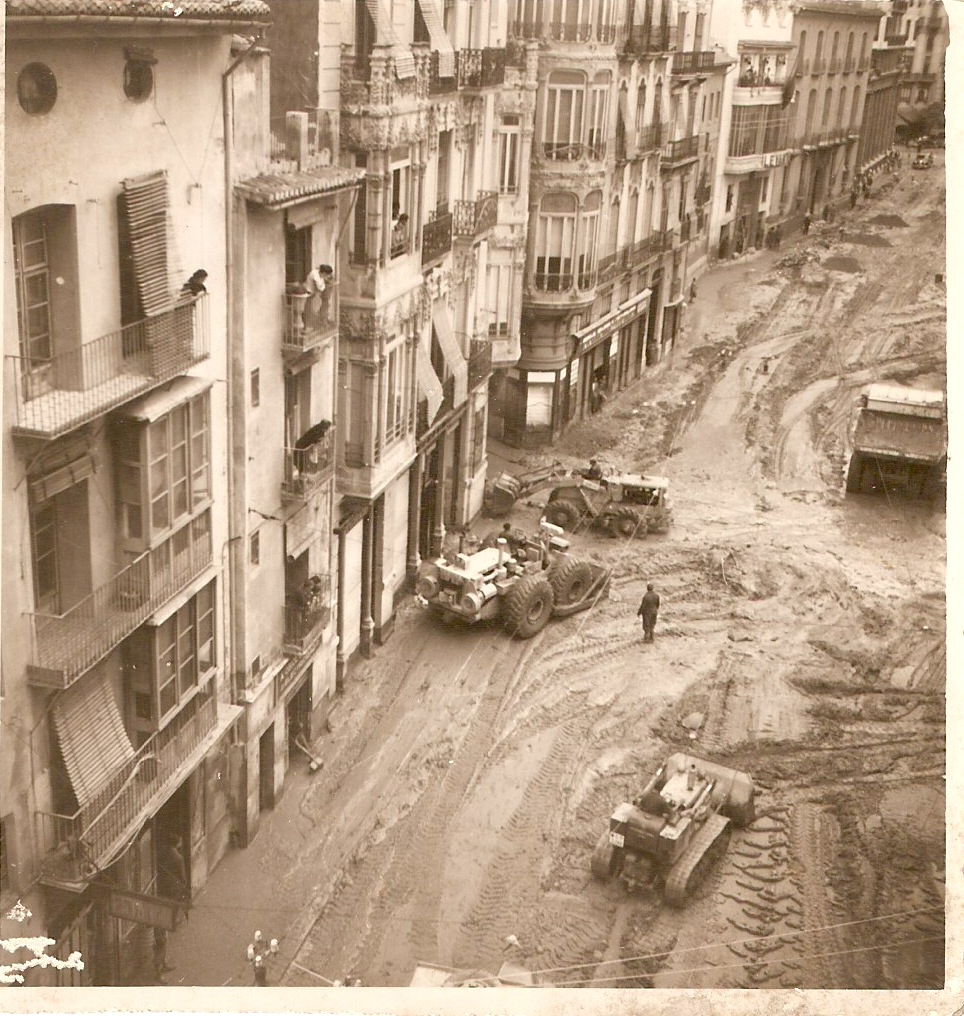
Limpieza del barro en la calle Pintor Sorolla, 2 de noviembre de 1957.

El balance humano de la riada fue trágico. Las cifras oficiales hablaron de 81 fallecidos, aunque se sospecha que el número real pudo ser mayor, llegando hasta 300 víctimas mortales.
Los daños materiales fueron inmensos. Se estima que más de 1.700 personas vieron sus viviendas afectadas, muchas de ellas completamente destruidas. El sector comercial sufrió pérdidas millonarias: negocios anegados, mercancías perdidas y fábricas inutilizadas. La infraestructura urbana quedó severamente dañada: puentes colapsados, carreteras destrozadas y redes de suministro de agua y electricidad interrumpidas.
El patrimonio cultural y artístico de Valencia también sufrió. Iglesias históricas, como la de San Esteban, sufrieron daños en su estructura y en obras de arte que albergaban. Archivos históricos y bibliotecas perdieron documentos y volúmenes de valor incalculable. La Catedral de Valencia y el Museo de Bellas Artes tuvieron que realizar labores de restauración para recuperar parte de sus colecciones.

## Respuesta y reconstrucción
La reacción ante la catástrofe fue inmediata. La población valenciana mostró una gran solidaridad, organizándose en grupos de voluntarios para rescatar a personas atrapadas, distribuir alimentos y brindar refugio a quienes lo habían perdido todo. Las autoridades locales declararon el estado de emergencia, solicitando ayuda al gobierno central y a otras regiones de España.
El gobierno español, bajo la dirección del dictador Francisco Franco, visitó la zona afectada y prometió apoyo para la reconstrucción. Se implementaron medidas urgentes para restablecer los servicios básicos y se habilitaron escuelas y edificios públicos como refugios temporales.
Meses después de la riada, ante la tardanza de las ayudas por parte del gobierno, el alcalde de Valencia, Tomás Trénor Azcárraga, se enfrentó al gobierno de Francisco Franco el cual le destituyó. Sin embargo, el alcalde logró su objetivo ya que como consecuencia de sus críticas se agilizó la ayuda a la ciudad y el proyecto del Plan Sur.

### Plan Sur
Uno de los proyectos más significativos que surgió a raíz de la riada fue el "Plan Sur". Este ambicioso plan de ingeniería civil, aprobado en 1958, tenía como objetivo desviar el cauce del río Turia al sur de la ciudad para evitar futuras inundaciones. Las obras, que comenzaron en 1964, involucraron a miles de trabajadores y requirieron una inversión considerable. Inaugurado por Franco en 1969, el nuevo cauce, de más de 11 kilómetros de longitud, se completó en 1972, y desde entonces ha protegido a Valencia de posibles desbordamientos.
Además del desvío del río, se emprendieron otras obras de mejora urbana. Se reconstruyeron y ampliaron puentes, se modernizaron las redes de alcantarillado y se planificaron nuevos barrios para realojar a los damnificados. La riada actuó como catalizador para la modernización de la ciudad, impulsando cambios en la planificación urbana y en las infraestructuras.